# Silver Lakes
Silver Lakes – jednostka osadnicza w Stanach Zjednoczonych, w stanie Kalifornia, w hrabstwie San Bernardino.